# محاصره کاساگی
محاصره کاساگی، جنگ کاساگی (به ژاپنی: 笠置山の戦い)، یکی از اولین نبردهای شورش گنکو بود که به دوره کاماکورا ژاپن پایان داد. امپراتور گودایگو که در حال توطئه علیه شوگون‌سالاری کاماکورا بود و خاندان هوجو سه گنجینه مقدس ژاپن را در کاساگی-درا، یک معبد بودایی مستحکم، در بالای کوه کاساگی، درست خارج از کیوتو پنهان کرده بودند و مخفیانه ارتشی را از آنجا جمع می‌کرد.